# Сакраменто Кингс
„Сакраменто Кингс“ (на английски: Sacramento Kings в превод Кралете от Сакраменто) е американски професионален баскетболен отбор от град Сакраменто, щата Калифорния.
Участва в НБА в Тихоокеанската дивизия на Западната конференция. „Кралете“ са основани през 1945 г. Играят домакинските си мачове в АРКО Арена. Печелили са 1 титла на НБА през 1951 г.
Франчайзът започва с Rochester Seagrams (полупрофесионален отбор) от Рочестър, Ню Йорк, който се формира през 1923 година и е домакин на редица отбори там през следващите 20 години. Тимът се присъединява към Националната баскетболна лига през 1945 като е преименуван на Рочестър Роялс, спечелвайки шампионата на тази лига през първия си сезон – 1945 – 46. По-късно през 1948 преминават заедно с три други отбора от НБЛ в Баскетболната асоциация на Америка, която е предшественик на НБА. С името Роялс отборът често постига успехи на игрището и печели шампионата на НБА през 1951. Клубът обаче установява, че е все по-трудно да реализира печалба на сравнително малкия пазар на Рочестър и се премества в Синсинати през 1957 година, превръщайки се в Синсинати Роялс.
През 1972 отборът се премества отново, този път в Канзас Сити, Мисури и се преименува на Канзас Сити–Омаха Кингс, тъй като първоначално разделя домакинските си мачове между Канзас Сити и Омаха, Небраска. Прякорът е променен, за да се избегне объркване с бейзболния отбор, наречен Канзас Сити Роялс. След три сезона името се съкращава до Канзас Сити Кингс, но продължава да играе няколко домакински мача на сезон в Омаха до март 1978. 
Франчайзът отново не успява да намери успех на новия пазар и след сезон 1984 – 85 се премества в Сакраменто. Между 2006 и 2022 година кралете имат 16 последователни загубени сезона, най-много в историята на НБА. Това е най-дългата активна липса на участие в плейофи в четирите основни северноамерикански спорта, която започва през 2006 и завършва през 2023 година.

## Успехи
- Шампион на НБЛ: 1946
- Шампион на НБА: 1951
- Титли на дивизията: 1949, 1952, 1979, 2002, 2003, 2023